# Ліньсі (селище, Чифен)
Ліньсі (кит. 林西镇, пін. Línxī Zhèn) — містечко у КНР, адміністративний центр однойменного повіту міста-префектури Чифен.

## Географія
Ліньсі розташовується на Монгольському плато.

### Клімат
Містечко знаходиться у зоні, котра характеризується вологим континентальним кліматом з теплим літом. Найтепліший місяць — липень із середньою температурою 20.6 °C (69 °F). Найхолодніший місяць — січень, із середньою температурою -13.3 °С (8 °F).
| Клімат Ліньсі           | Клімат Ліньсі | Клімат Ліньсі | Клімат Ліньсі | Клімат Ліньсі | Клімат Ліньсі | Клімат Ліньсі | Клімат Ліньсі | Клімат Ліньсі | Клімат Ліньсі | Клімат Ліньсі | Клімат Ліньсі | Клімат Ліньсі | Клімат Ліньсі |
| Показник                | Січ.          | Лют.          | Бер.          | Квіт.         | Трав.         | Черв.         | Лип.          | Серп.         | Вер.          | Жовт.         | Лист.         | Груд.         | Рік           |
| Середній максимум, °C   | −7            | −4            | 2             | 13            | 21            | 25            | 26            | 25            | 20            | 13            | 2             | −5            | 10            |
| Середня температура, °C | −13           | −11           | −3            | 6             | 13            | 18            | 21            | 19            | 13            | 5             | −4            | −11           | 4             |
| Середній мінімум, °C    | −19           | −17           | −10           | 0             | 6             | 12            | 15            | 13            | 6             | 0             | −9            | −16           | −1            |
| Норма опадів, мм        | 1             | 2             | 7             | 9             | 25            | 64            | 129           | 90            | 35            | 12            | 4             | 1             | 379           |
| ----------------------- | ------------- | ------------- | ------------- | ------------- | ------------- | ------------- | ------------- | ------------- | ------------- | ------------- | ------------- | ------------- | ------------- |
| Джерело: Weatherbase    |               |               |               |               |               |               |               |               |               |               |               |               |               |